# Озеров, Алексей Юрьевич
Алексей Юрьевич Озеров (род. 1 сентября 1957 года, Москва) — российский ученый-вулканолог, член-корреспондент РАН (2022), доктор геолого-минералогических наук.
Директор Института вулканологии и сейсмологии ДВО РАН (ИВиС ДВО РАН). Председатель Ученого совета ИВиС ДВО РАН. Заведующий Лабораторией активного вулканизма и динамики извержений ИВиС ДВО РАН, руководитель группы Экспериментального моделирования механизмов извержений. Член Президиума ДВО РАН. Главный редактор журнала «Вестник КРАУНЦ. Науки о Земле». Заместитель главного редактора журнала «Вулканология и сейсмология».
Озеров А.Ю. — специалист в области вулканологии, динамики извержений, геологии, петрологии, минералогии, геофизики, экспериментальной вулканологии, газогидродинамики, физического лабораторного моделирования и конструирования экспериментальных установок для моделирования вулканических процессов.

## Биография
Родился 1 сентября 1957 года в Москве в семье геологов.
Мать — Озерова Нина Александровна — д.г.-м.н., академик РАЕН, специалист в научной области — геохимия ртути.
Отец — Озеров Юрий Константинович — к.г.-м.н., специалист в научной области — медно-колчеданные месторождения.
1976-1981 гг. — студент, Кафедра динамической геологии Геологического факультета Московского государственного университета им. М.В. Ломоносова. Получил специальность «Геологическая съемка, поиск и разведка месторождений полезных ископаемых». Квалификация «Геолог».
1981-1984 гг. — инженер, Лаборатория активного вулканизма Института вулканологии ДВНЦ АН СССР.
1984-1993 гг. — младший научный сотрудник, Лаборатория активного вулканизма Института вулканологии ДВНЦ АН СССР.
1993 г. — защитил кандидатскую диссертацию «Динамика извержений и петрохимические особенности глиноземистых базальтов Ключевского вулкана». Защита состоялась в Институте литосферы РАН
(г. Москва).
1993-1994 гг. — научный сотрудник, Лаборатория активного вулканизма Институт вулканологии РАН. Визитер профессор в New Mexico Institute of Mining and Technology (USA).
1994-2005 гг. — старший научный сотрудник, Лаборатория активного вулканизма ИВ РАН.
1997-1999 гг. — приглашенный профессор в Yale University (USA).
2005-2017 гг. — ведущий научный сотрудник, Лаборатория активного вулканизма и динамики извержений Институт вулканологии и сейсмологии ДВО РАН.
2016 г. — докторская диссертация «Динамика эруптивной деятельности, эволюция магм и модели базальтовых извержений (на примере Ключевского вулкана)». Защита состоялась на Геологическом факультете Московского государственного университета имени М.В. Ломоносова.
2017-2018 гг. — заместитель директора по научной работе, Институт вулканологии и сейсмологии ДВО РАН.
2018 г. - н.в. — директор, Институт вулканологии и сейсмологии ДВО РАН.
2018 г. - н.в. — заведующий Лабораторией активного вулканизма и динамики извержений, Институт вулканологии и сейсмологии ДВО РАН.
2022 г. – член-корреспондент РАН (Отделение наук о Земле; Секция геологии, геофизики, геохимии и горных наук).
В 2022 году награждён Почетной грамотой Совета Федерации Федерального Собрания Российской Федерации.

## Экспедиционные исследования и проекты
С 1983 г., в течение 33 полевых сезонов был начальником вулканологических отрядов и экспедиций Института вулканологии ДВО РАН, проводивших исследования динамики извержений и эруптивной деятельности вулканов Камчатки.
1985 г. — начальник вулканологического отряда по исследованию активности вершинного кратера острова-вулкана Расшуа (средняя группа Большой гряды Курильских островов).
1989 г. — начальник Первой Российско-Американской вулканологической экспедиции на Камчатке. Участники: руководители Аляскинской, Гавайской вулканологических обсерваторий и руководители НАСА.
1989 г. — участие в рейсе № 36-37 (1989-1990 гг.) научно-исследовательского судна «Вулканолог». Исследование островной дуги Тонга-Кермадек, работа на вулкане White Island (Новая Зеландия).
1997-1999 гг. — соруководитель с российской стороны крупнейшего Российско-Американского вулканолого-сейсмологического NSF-проекта (№ EAR 96-14639) «Край камчатской литосферной плиты». Участники: Институт вулканологии ДВО РАН, Опытно-методическая сейсмологическая партия РАН, Йельский и Вашингтонский университеты (США), Нью-Мексико институт горной промышленности и технологий (США).
2019 г. — научный эксперт на рейсе исследовательского судна «Профессор Хромов», по направлению – вулканическая деятельность Курильских островов и ее влияние на туристическое освоение региона.
2024 г. - н.в. — научный руководитель экспедиционного и фундаментального проекта «Мега-установка Авачинский вулкан».
1997-2021 гг. — руководитель 7-ми инициативных проектов Российского Фонда Фундаментальных Исследований и 3-х инициативных проектов Дальневосточного отделения РАН.

## Научная деятельность
Ключевая проблема современной вулканологии обусловлена тем, что механизмы подготовки и реализации извержений являются самой малоизученной частью магматического процесса, как в России, так и за рубежом. Это связано тем, что ни в физике, ни в физической вулканологии не описаны аналоги подобных процессов. Поэтому реальные модели извержений до сих пор не разработаны. Такое состояние научных исследований не позволяет адекватно интерпретировать, прогнозировать и реагировать на мощные и опасные вулканические процессы. Вопросы, связанные с изучением механизмов извержений, выходят на первый план в современной вулканологии.

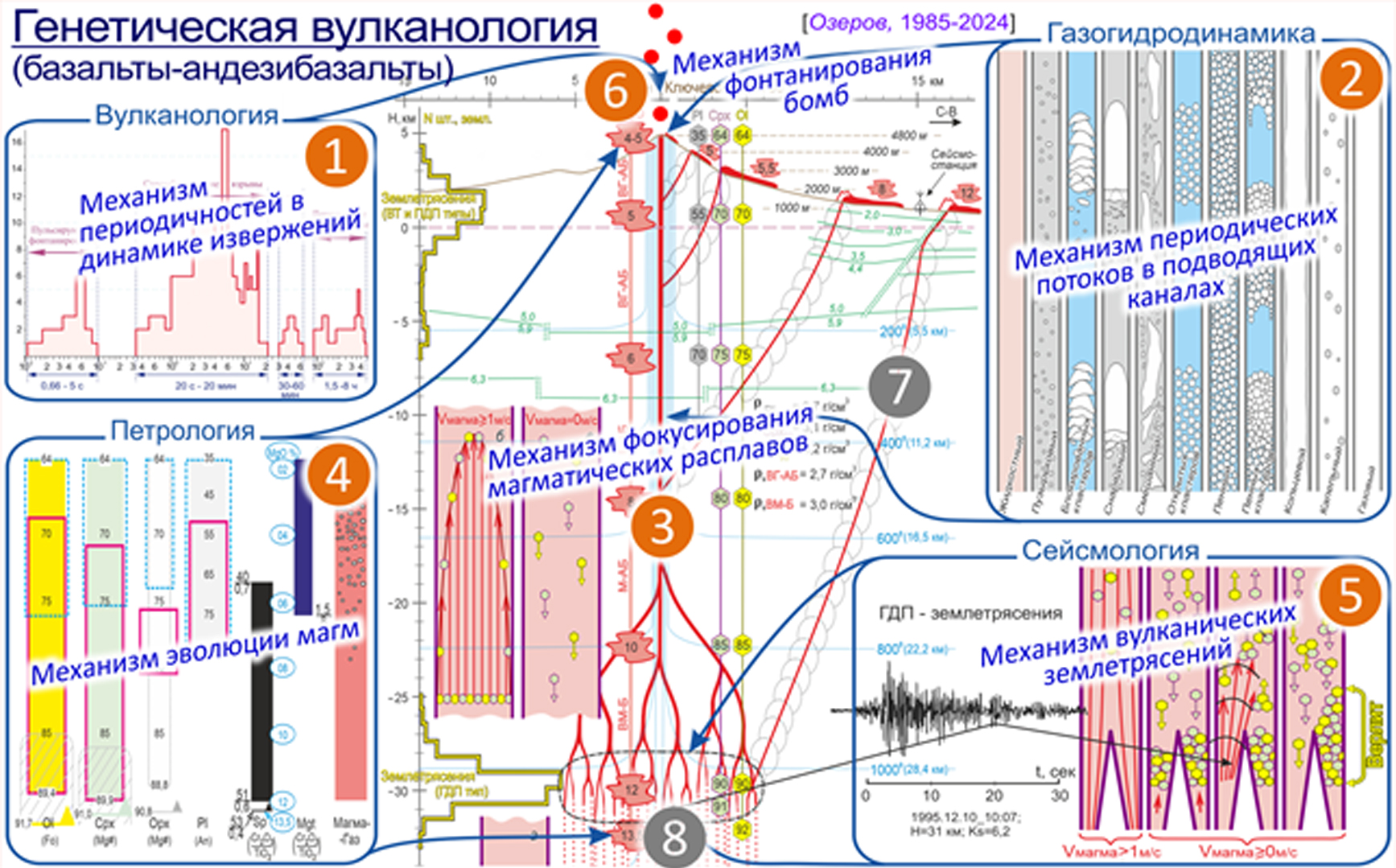
Рисунок. Вулканолого-генетическая модель функционирования базальт-андезибазальтовой магматической системы, [Озеров, 2019; 2024]. Модель создана на основе исследований базовых составляющих вулканизма: 1) периодичностей в динамике извержений, 2) газогидродинамики вертикальных потоков, 3) структуры питающей системы, 4) эволюции магм, 5) вулканической сейсмичности, 6) механизма выброса бомб, 7) представлений о движении магм сквозь породы, 8) гипотез о формировании и перемещении расплавов. Красными кружками отмечены направления, имеющие научную завершенность, серыми - находящиеся в стадии разработки.

Развиваемые научные направления: динамика вулканических извержений, периодические явления в ходе извержений, сейсмические флуктуации рядов вулканического дрожания, эволюция магматических расплавов (петрология, геохимия, минералогия), классификация типов эруптивной деятельности, конструирование научной аппаратуры, лабораторное моделирование, физические эксперименты, газогидродинамическое движение базальтовых-андезибазальтовых магм, вязкоупругодинамическое движение андезитовых-дацитовых магм, механизмы извержений базальт-андезибазальтовых вулканов, механизмы извержений андезитовых вулканов, природа фонтанирования раскаленных бомб, функционирование магматических систем, экологическая вулканология, оценка вулканоопасности, определение влияния извержений на среду обитания человека, генетическая вулканология.
Объекты исследований: проводил изучение извержений вулканов Камчатки: Авачинский, Безымянный, Горелый, Камбальный, Карымский, Ключевской, Шивелуч. Работал на вулканах Курильских островов, Антарктиды (извержение вулкана Эребус), Гавайского архипелага (извержение вулкана Килауэа), Исландии, Италии (извержение вулкана Стромболи), Новой Зеландии, Северной Америки, Японии.
Основным объектом является один из самых активных вулканов мира – Ключевской, вершинные извержения которого происходят ежегодно, а побочные – в среднем 1 раз в 5 лет. Для Ключевского вулкана характерны все типы извержений, которые продуцируются жидкими магмами, и все типы известково-щелочных базальтовых-андезибазальтовых пород. Изучение и анализ деятельности Ключевского вулкана автор начал проводить в 1982 г.
Разработанные научные методики:
1) в петрологии – «парного изучения составов твердофазных микровключений в породообразующем минерале-хозяине», для решения проблемы формирования известково-щелочных базальтовых-андезибазальтовых магм;
2) в сейсмологии – «эквидистантного поинтервального отсчета для анализа вулканического дрожания», с целью выявления и изучения устойчивых периодичностей в динамике извержений;
3) в физике – «газогидродинамического моделирования вертикальных потоков», позволяющая изучать эволюционные преобразования в протяженных двухфазных потоках;
4) в приборостроении – «инженерного конструирования аэро-, газо-, петро-, гидродинамических установок, обладающих широкими диапазонами: температурным (0-1 200 °С) и линейным, вертикальным (0,25-18 м)», для лабораторного экспериментального моделирования эндогенных и экзогенных динамических вулканических процессов.
Созданные научные приборы:
Разработаны новые концепции, спроектированы и изготовлены 4-е научные принципиально различные лабораторные экспериментальные установки для физического моделирования динамических процессов в ходе извержений вулканов. Установки не имеют аналогов в мире.
1.  Комплекс Аппаратуры Моделирования Базальтовых Извержений (КАМБИ) – лабораторный аналог извергающегося вулкана. КАМБИ – это крупногабаритная газогидродинамическая экспериментальная высокотехнологичная установка нового поколения, созданная для моделирования динамических параметров извержений. Установка предназначена для работы в газонасыщенном и барботажном вариантах, ее высота – 18 м. КАМБИ позволяет исследовать газогидродинамические процессы, происходящие в вертикальных питающих системах базальтовых-андезибазальтовых вулканов, изучать их физические параметры.
2. Лабораторная высокотемпературная аэро-, газо-, петро-, гидродинамическая барботажная экспериментальная установка – предназначена для моделирования формирования единичных капель расплава из пузырей, находящихся в расплаве, и выброса этих капель вверх, на высоту, на 3 порядка (в 1 000 раз) превышающую диаметр капли; такое соотношение соответствует высоте выброса реальной раскаленной бомбы над кратером вулкана. В качестве модельной жидкости используется расплав легкоплавкого стекла, имеющий Т = 1 100-1 200 °С.
3. Лабораторная низкотемпературная аэро-, газо-, гидродинамическая барботажная экспериментальная установка – предназначена для моделирования группового поведения образующихся из пузырей капель, вылетающих из жидкости и создающих непрерывно фонтанирующую струю, которая имеет максимальное структурное сходство с фонтанами раскаленных вулканических бомб. В качестве модельной жидкости используется водно-солевой раствор.
4. Лабораторная криокамера для моделирования процессов движения магматического расплава сквозь земную кору, приводящих к формированию моногенных извержений. Температурный режим криокамеры от -20 °С до +20 °С. В качестве модельной среды используется желатин разной плотности, полигель, парафиновый гель, в качестве модельной жидкости используется желатин разной плотности и разного цвета.
Основные научные результаты:
На обобщающей Вулканолого-генетической модели функционирования базальт-андезибазальтового вулкана (рисунок) в виде отдельных схематичных блоков изображена структура проводимых исследований. Ниже в тексте, в соответствующей последовательности номеров, представлены научные результаты исследований. Красными кружками отмечены направления, имеющие научную завершенность, серыми – направления, находящиеся в стадии разработки.
Дополнительно, после представления научных результатов, автор приводит комментарии (дополнения), позволяющие глубже понять сущность описываемого явления и также увидеть, в одних случаях, прикладную, а, в других – обеспечивающую безопасность значимость проведенного исследования.
Вулканология:
1. Установлены два новых типа извержений базальтовых и андезибазальтовых вулканов – пульсирующее фонтанирование и периодическое фонтанирование на основе данных, полученных в результате изучения вершинных и побочных извержений Ключевского вулкана. Пульсирующее фонтанирование – это ритмичный процесс резкого, кратковременного усиления интенсивности фонтанирования раскаленных бомб, наблюдаемый в динамике струи, по которой периодически, через секундные интервалы, снизу-вверх проскакивает более плотная, более яркая, более интенсивная порция бомб. Периодическое фонтанирование – последовательное чередование фаз интенсивного фонтанирования раскаленных бомб (от десятков мин до 1 ч) и фаз значительного ослабления или прекращения деятельности огненных фонтанов (от 1 ч до 7 ч). В ходе одного извержения периодический процесс может продолжаться от 1 до 10 суток. Базальтовые шлаковые конусы имеют слоистую структуру, свидетельствующую о процессах периодического фонтанирования во время их образования. Впервые выделенные на Ключевском вулкане представленные выше типы извержений в последующем установлены автором на других вулканах мира (Килауэа, Толбачик, Этна, НВ Рота-1).
2. Выявлено новое свойство базальтового-андезибазальтового вулканизма – устойчивые периодичности в динамике извержений, проявляющиеся в широком временном диапазоне (секунды–сутки). В основе выделения периодичностей – обобщение результатов 90-летнего мониторинга извержений Ключевского вулкана (экспедиционные исследования динамики извержений, результаты изучения огибающей амплитуды вулканического дрожания, анализ строения шлаковых конусов и литературные данные). Кроме того, широко использовались опубликованные и видео данные по вулканам Каркар и Маннам (Папуа – Новая Гвинея), Килауэа (Гавайи), Нирагонго (Конго, Африка), НВ Рота-1 (Марианская впадина), Стромболи (Италия), Толбачинский (Камчатка) и Этна (Италия). Установлены три основные группы периодичностей: пульсирующее фонтанирование – 0,66 – 5 с; стромболианские взрывы – 20 с – 20 мин и периодическое фонтанирование – 1,5 – 8 ч. Широкий спектр периодических явлений, проявляющийся на секундных, минутных и часовых временных уровнях, показывает, что во время извержений вулкан может работать как широкополосный генератор периодических процессов.
3. Установлены механизмы периодических и монотонных типов извержений жидких базальтовых-андезибазальтовых магм. Показано, что характер каждого типа извержения коррелирует с конкретным газогидродинамическим режимом в подводящем канале. Основу исследований составлял анализ данных извержений Ключевского вулкана и результатов экспериментального моделирования движения газожидкостных смесей в протяженных вертикальных колоннах на КАМБИ. Пульсирующее фонтанирование обусловлено возникновением в магматическом потоке пенных кластеров; стромболианские взрывы определяются выходом на поверхность блокированных кластеров или образующихся из них газовых снарядов; периодическое фонтанирование связано с реализацией в кратере режима открытых пузырьковых кластеров. Монотонные извержения формируются равномерными газогидродинамическими режимами – жидкостным, пузырьковым, смешанным, пенным или газовым. Систематизация механизмов разных типов извержений позволяет объяснить природу и разнообразие базальтового вулканизма.

Газогидродинамика:
1. Предложен новый метод физического моделирования вулканических процессов, основанный на исследовании газогидродинамических потоков в протяженных прозрачных вертикальных колоннах, с помощью специально сконструированного крупногабаритного экспериментального Комплекса Аппаратуры Моделирования Базальтовых Извержений (КАМБИ) – лабораторного аналога извергающегося базальтового-андезибазальтового вулкана. При конструировании были учтены геометрические параметры реальных питающих каналов базальтовых-андезибазальтовых вулканов: высота экспериментальных колонн – 16,6 м, внутренние диаметры – 18, 25 и 50 мм. Отношение рабочего сечения: внутреннего диаметра колонны к ее длине (в нашем случае к высоте) ~1:1 000, ~1:600 и ~1:300. Такие соотношения близки к реальным, характерным для вулканических питающих каналов. Эксперименты проводятся в газонасыщенном и барботажном вариантах. Параметры моделирования контролируются системой динамического видеослежения и акустической аппаратурой. Критерием подобия результатов лабораторного моделирования и эксплозивных событий на вулканах является сопоставление записей физических сигналов: сейсмического – от базальтовых-андезибазальтовых извержений и акустического – полученного в экспериментах на КАМБИ. Задача опытов на КАМБИ – экспериментальное моделирование процессов, происходящих в питающих системах базальтовых вулканов. Цель – определение механизмов пульсирующего фонтанирования, стромболианских взрывов и периодического фонтанирования.
2. Разработана новая схема режимов течения газожидкостных потоков, состоящая из 11 типов – от жидкостного до газового, в том числе четырех впервые установленных в эксперименте – пенного, пенных кластеров, блокированных кластеров и открытых кластеров. Выделение режимов выполнено в ходе экспериментальных работ на созданной автором установке КАМБИ (см. выше), эксперименты проводились в газонасыщенном и барботажном вариантах. Пенный режим – однородный поток газовых пузырьков, близко расположенных друг к другу и равномерно движущихся вверх по колонне. Объем газовой фазы – более 75%. Характерен одинаковый размер крупных пузырьков. Режим пенных кластеров – тугие сгустки пузырьков, на определенном расстоянии движущиеся вверх в потоке пены, создавая периодический/квазипериодический режим. Скорость кластеров в 2–3 раза выше скорости пенного потока. Режим блокированных кластеров – закономерное чередованием плотных скоплений газовых пузырьков (кластеров), движущихся по вертикальной колонне и разделенных между собой жидкостью, не содержащей свободной газовой фазы. Режим открытых кластеров – движение скоплений одноразмерных газовых пузырьков (кластеров) на определенном расстоянии друг от друга сквозь жидкость, не содержащую свободной газовой фазы.
3. Впервые в газогидродинамике вертикальных колонн установлены 3 новых типа двухфазных потоков, обладающих индивидуальными характеристиками: пенный (пенных кластеров), снарядный и открытых пузырьковых кластеров. Каждый поток является целостной эволюционирующей структурой, в которой происходит постоянная закономерная трансформация, выражающаяся как в последовательной смене типов режимов, так и в преобразованиях внутри каждого режима. Экспериментальные работы проводились на авторской установке КАМБИ (см. выше). Протяженность колонн составляет 16,6 м, что позволяет газогидродинамическим потокам пройти полный цикл эволюции до возникновения конечных стабильных газовых структур. При движении снизу-вверх в колоннах последовательно реализуются режимы: в пенном (пенных кластеров) потоках – жидкостный → пузырьковый → пенный (пенных кластеров); в снарядных потоках – жидкостный → пузырьковый → блокированных кластеров → снарядный; в потоках открытых пузырьковых кластеров – пузырьковый равномерный (низкодебитный) → открытых кластеров периодический (среднедебитный) → пузырьковый равномерный (высокодебитный).
4. Установлено, что характерным свойством газожидкостных потоков, в том числе магматических, в протяженных вертикальных колоннах неизменного диаметра является способность генерировать периодические режимы в процессе движения. Показано, что самопроизвольная генерация периодических режимов является результатом постоянного закономерного преобразования структуры двухфазных потоков и проявляется в разных типах газожидкостных потоков – в пенном, в снарядном и в потоке одноразмерных пузырьков. Основу исследования составили данные об извержениях вулканов и результаты экспериментов, проводившихся в газонасыщенном и барботажном вариантах КАМБИ с использованием колонн разного диаметра, а также с применением модельных жидкостей – воды и растворов глицерина в воде. Поступление жидкости в периодических газогидродинамических режимах на дневную поверхность характеризуется чередованием эпизодов интенсивного разбрызгивания жидкости (обогащенная газовой фазой порция потока) и эпизодов ее спокойного поступления (обедненная газовой фазой порция). Последовательное чередование этих эпизодов создает над верхним срезом колонны периодический характер истечения газожидкостных потоков как в экспериментальных колоннах КАМБИ, так и в реальных магматических потоках, движущихся по вертикальным подводящим каналам вулканов.

Питающая система вулкана:
1. Представлена геологическая структура, питающая базальт-андезибазальтовый вулкан и сформированная взаимообуславливающими процессами – движением магм и преобразованиями вмещающих пород. Она состоит из 3-х систем – магмогенерирующей, магмофокусирующей и магмоподводящей, для каждой из них характерны свои проводящие полости и свои способы движения расплава. Снизу-вверх: выплавление расплавов в верхней мантии; рассеянное движение сквозь породы (в виде пленочного-, капельного просачивания); внутритрещинное движение расплавов по системе протяженных, линейных структурных разрывов; внутриканальное движение происходит по сети узких вертикальных, округлых в плане каналов, по мере подъема происходит постепенное их расширение; объединяющее движение приводит к расширение каналов, их сближению, слиянию, образуются более широкие каналы, при этом их общее количество уменьшается; фокусирующее движение обусловлено продолжающимся расширением каналов и их объединением, приводящим к образованию протяженного вертикального канала, сфокусированное движение проходит по генеральному магмоводу сквозь земную кору и обеспечивает возможность выхода расплава на дневную поверхность; ответвляющее движение возникает эпизодически, когда от генерального магмовода или от очаговой зоны отделяются дайки, транспортирующие магму к поверхности на склонах вулкана (побочные извержения).

Петрология:
1. Создана петролого-геохимическая модель формирования известково-щелочной непрерывной высокомагнезиальной–высокоглиноземистой базальт-андезибазальтовой серии пород Ключевского вулкана (MgO 12,31–4,10 мас.%). Установлено, что она сформировалась из исходных высокомагнезиальных базальтов в результате декомпрессионного фракционирования (Ol, Cpx) и смешения родственных расплавов в магмоводе. В его верхней части формируются высокоглиноземистые андезибазальты. Разнообразие пород серии определяется глубиной, на которой от основного магмовода отделяется расплав, транспортируемый дайками на склоны вулкана. Присутствие ранней мантийной минеральной ассоциации во всех типах пород обеспечивается за счет автосмешения более глубоких магнезиальных порций расплава с вышерасположенными более глиноземистыми. Химическое разнообразие пород – результат декомпрессионного фракционирования темноцветных минералов, происходящего преимущественно между извержениями во время остановок движения магмы.

Сейсмология:
1. Предложен новый – петрологический – механизм формирования Глубоких ДлинноПериодных землетрясений (ГДП-землетрясений) под Ключевским вулканом, он обусловлен образованием и разрушением оливин-пироксеновых кристаллических пробок. Показано, что землетрясения, возникающие в интервале глубин 31-28 км в сферообразном объеме (~ 350 км3) во временном интервале между вершинными извержениями, являются результатом многостадийного процесса – кристаллизационно-гравитационного осаждения фенокристаллов оливина и клинопироксена сквозь неподвижный расплав, заполнения сужающихся вниз магматических каналов опускающимися фенокристаллами, вытеснения расплава из межкристаллического пространства, литификации прижатых друг к другу кристаллов, формирования плотных кристаллических верлитовых пробок, полностью запирающих многочисленные каналы. Продолжающееся поступление расплавов из области магмогенерации приводит к накоплению избыточного давления под герметичной кристаллической пробкой, превышение предела прочности приводит к резкому механическому разрушению Ol-Cpx пробок и формированию сейсмических импульсов ГДП-землетрясений.

Извержение:
1. Установлен механизм фонтанирования раскаленных бомб во время извержений на вулканах с жидкими базальт-андезибазальтовыми магматическими расплавами, он обусловлен поверхностным натяжением пузырей, достигающих границы раздела двух сред: магматический расплав – атмосфера. Основу исследований составил анализ: 1 - динамики извержений, 2 - результатов лабораторного моделирования на 2-х специально сконструированных авторских аэро-, газо-, петро-, гидродинамических установках и 3 - литературных данных о трансформации пузырей в капли. Экспериментально показано, что максимальная высота вылета капель над поверхностью модельного расплава легкоплавкого стекла (Т = 1 100-1 200 °С) на 3 порядка превышает собственный размер капель и что поток пузырьков в модельной жидкости, достигая поверхности, трансформируется в поток капель. Эти данные позволили определить как механизм выброса единичной вулканической бомбы из расплава, так и механизм группового поведения бомб, приводящий к процессу непрерывного фонтанирования. Обосновано, что выброс вулканических бомб на высоту сотен метров происходит в верхней части магматической колонны при давлении близком к 1 атмосфере за счет кумулятивной силы, возникающей в результате взаимодействия 3-х сил поверхностного натяжения, существующих: 1 - во всплывающих сквозь магму пузырях, 2 - на границе расплав-атмосфера и 3 - на границе капля-атмосфера.

## Генетическая вулканология
Синтез результатов экспедиционных исследований строения вулканов и динамических параметров извержений, использование современных научных методик, приборов, литературных материалов, а также создание новых методических приемов и авторских экспериментальных установок, позволили установить: 1 - механизмы периодичностей в динамике извержений, 2 - механизмы структурирования вертикальных газожидкостных потоков, 3 - механизмы питания вулкана, 4 - механизм эволюции магм, 5 - механизм ГДП-землетрясений, 6 - механизм фонтанирования раскаленных бомб. Полученные знания позволили разработать «Динамическую вулканолого-генетическую модель функционирования базальт-андезибазальтовой магматической системы», в которой впервые сведены воедино ведущие динамические процессы и их взаимодействие, происходящие в магматической системе на разных стадиях деятельности вулкана: вершинное извержение, спокойное состояние и побочное извержение (Рисунок).
В процессе исследований впервые был применен комплексный подход к динамическому моделированию в вулканологии, это позволило наполнить научное направление «Генетическая вулканология» новым содержанием и вывести его на качественно новый уровень.
ГЕНЕТИЧЕСКАЯ ВУЛКАНОЛОГИЯ – наука, изучающая объекты, явления и процессы, располагающиеся и происходящие в мантии и в земной коре (магмогенерирующая, магмофокусирующая и магмоподводящие системы) до их проявления на дневной поверхности (формирование вулканов и извержения), их происхождение, существование, наследственность и изменчивость, а также исследующая совокупное поведение и механизмы главных компонентов питающей системы, их взаимодействие на разных стадиях деятельности вулкана (во время вершинного извержения, в межэруптивный период и во время побочного извержения).

## Научно-прикладные и обеспечивающие безопасность работы
Это социально-значимое направление деятельности является важнейшей составляющей исследований автора. Изучение влияния деятельности вулканов на функционирование всех расположенных в их окрестностях экосистем, включая среду обитания человека, проводятся Озеровым А.Ю. уже более 35 лет. В разные годы приходилось решать вопросы, связанные с обеспечением безопасности от извержений вулканов, во взаимодействии с Правительством Камчатского края, руководителями Администраций г. Петропавловск-Камчатский и других населенных пунктов Камчатки, МЧС России, авиационными службами, другими компетентными организациями.
Ниже приводятся наиболее значимые безопасность обеспечивающие и научно-прикладные результаты:
1. Вулкан Ключевской, 2 декабря 1988 г. – восточная часть города Ключи. Группа экспертов, сотрудников Института вулканологии АН СССР, – Озеров А.Ю. (нач. отряда), Хренов А.П. (с.н.с.), Андреев В.Н. (н.с.) и Подтабачный В.А. (ст. инженер). В результате оперативно проведенных изысканий на вулкане было показано, что восточная часть города Ключи не будет подвергаться прямому воздействию происходящего извержения. Были представлены материалы, позволившие отменить эвакуацию, которую планировалось провести в связи с мощнейшей взрывной деятельностью Ключевского вулкана.
2. Вулкан Ключевской, 1 октября 1994 г. – авиатрассы вдоль Камчатки. По рекомендации начальника вулканологической экспедиции Озерова А.Ю., проводившего изучение извержения Ключевского вулкана и адекватно оценившего опасность распространения пепловых шлейфов, было оперативно остановлено воздушное сообщение по всем маршрутам восточнее полуострова Камчатка. Только в г. Анкоридж более чем на сутки были задержаны вылеты 12-ти Боингов–аэробусов, а всего в тот день в воздух не поднялись более 40 самолетов-аэробусов. Длина пеплового шлейфа составила 3 000 км, высота – до 14 км над уровнем моря.
3. Вулкан Эйяфьядлайёкюдль (Исландия), март 2010 года -прогнозирование влияния вулканического пепла на европейскую часть России. В связи с извержением вулкана, приведшим к закрытию авиаперевозок в воздушном пространстве Европы, по обращению МЧС России, Озеров А.Ю. оперативно прибыл в г. Москва для работы в составе группы специалистов (Росгидромет, Росавиация), прогнозирующих деятельность вулкана в режиме реального времени и обеспечивающих логистику важнейших авиаперевозок.
4. Экологический кризис в акватории Тихого океана у берегов Камчатки (массовая гибель гидробионтов), октябрь 2020 года. Уровень социальной напряженности достиг высокой отметки, в работу были вовлечены руководители ряда Министерств РФ. Озеров А.Ю. возглавил научный штаб по выяснению причин экологического кризиса. В результате деятельности штаба были получены важнейшие данные, позволившие показать, что экологический кризис не был связан ни с вулканической деятельностью, ни с землетрясениями, ни с разливами нефтепродуктов, ни с деятельностью военных. Установлено, что его причиной стало аномальное массовое цветение фитопланктона в тихоокеанских акваториях.
5. Обоснование ликвидации полигона токсичных отходов на склоне вулкана Козельский, 2021 г. Озеров А.Ю. и сотрудники возглавляемого им Института вулканологии и сейсмологии ДВО РАН провели работы и представили Правительству Камчатского края весомые аргументы, показавшие, что полигон является потенциальным источником загрязнения окружающей среды и что необходима срочная ликвидация этого полигона, расположенного в районе г. Петропавловска-Камчатского.

## Научно-образовательная деятельность
Озеров А.Ю. является руководителем научных исследований 5-ти аспирантов.
Читает лекции по курсу «Вулканология» на Геологическом факультете Московского Государственного университета им. М.В. Ломоносова.
Озеров А.Ю. является председателем Государственной экзаменационной комиссии (ГЭК) по подготовке аспирантов по направлению 1.6. «Науки о Земле и окружающей среде», Камчатка.
Для развития образовательного направления «Вулканология» на Геологическом факультете МГУ им. М.В. Ломоносова в 2022 году совместно с заведующим кафедры, доктором геол.-мин. наук, профессором А.Л. Перчуком, Кафедра петрологии была переименована в Кафедру петрологии и вулканологии.

## Ссылки

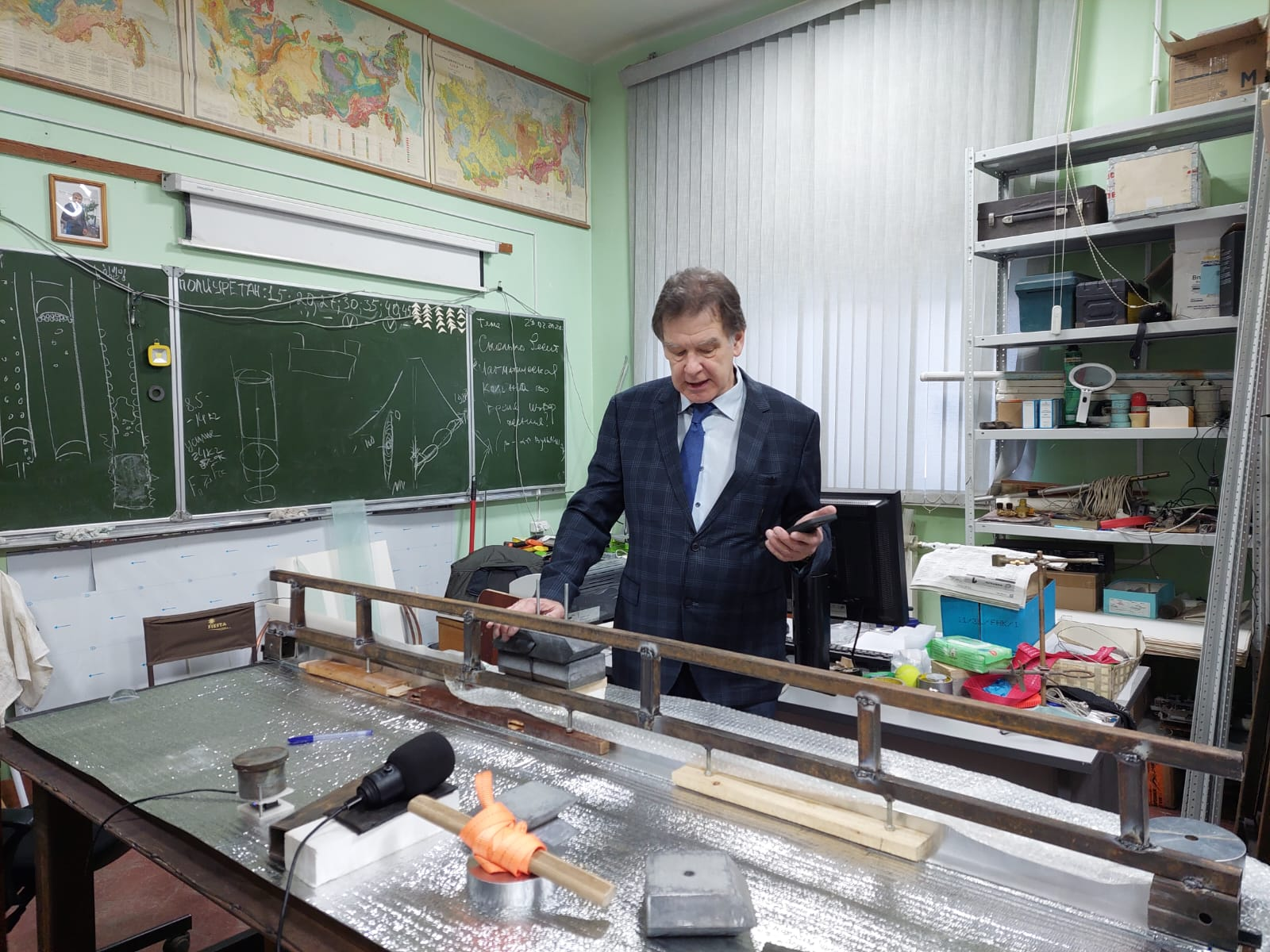
Алексей Озеров в лаборатории моделирования процессов

## Публикации
Озеров А.Ю. – автор более 160 научных публикаций и трех монографий: коллектив авторов «Volcanism and Subduction: The Kamchatka Region», AGU Geophysical Monograph Series, V. 172, 2007; коллектив авторов «Экстремальные природные явления и катастрофы», 2011; Озеров А.Ю. «Ключевской вулкан: вещество, динамика, модель», 2019. 305 с.

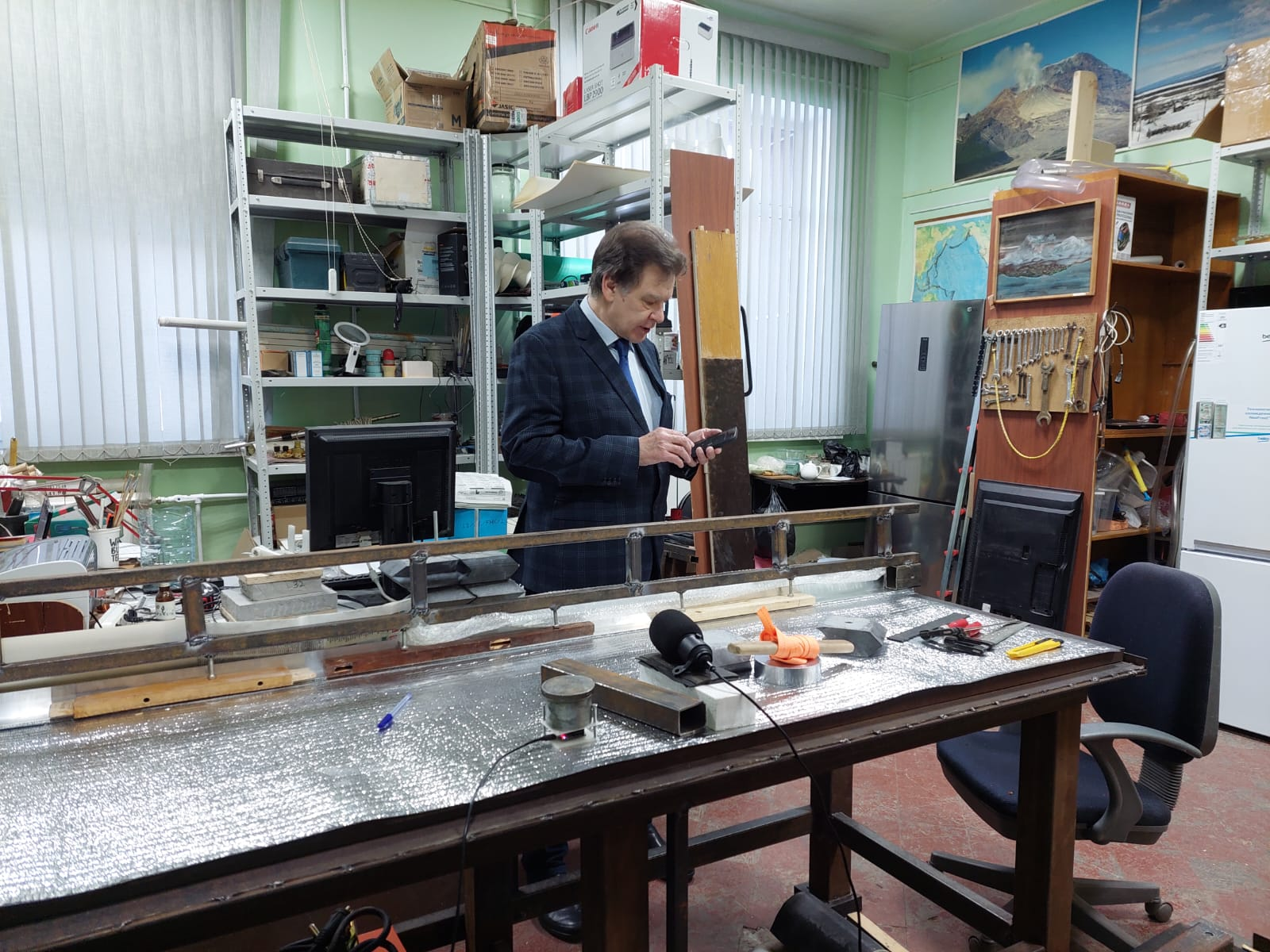
Алексей Озеров в лаборатории моделирования процессов